# Тимченки (Чугуївський район)
Ти́мченки — село в Україні, у Зміївській міській громаді Чугуївського району Харківської області. Населення становить 881 осіб за переписом 2001 року. До 2020 орган місцевого самоврядування — Тимченківська сільська рада.

## Географія

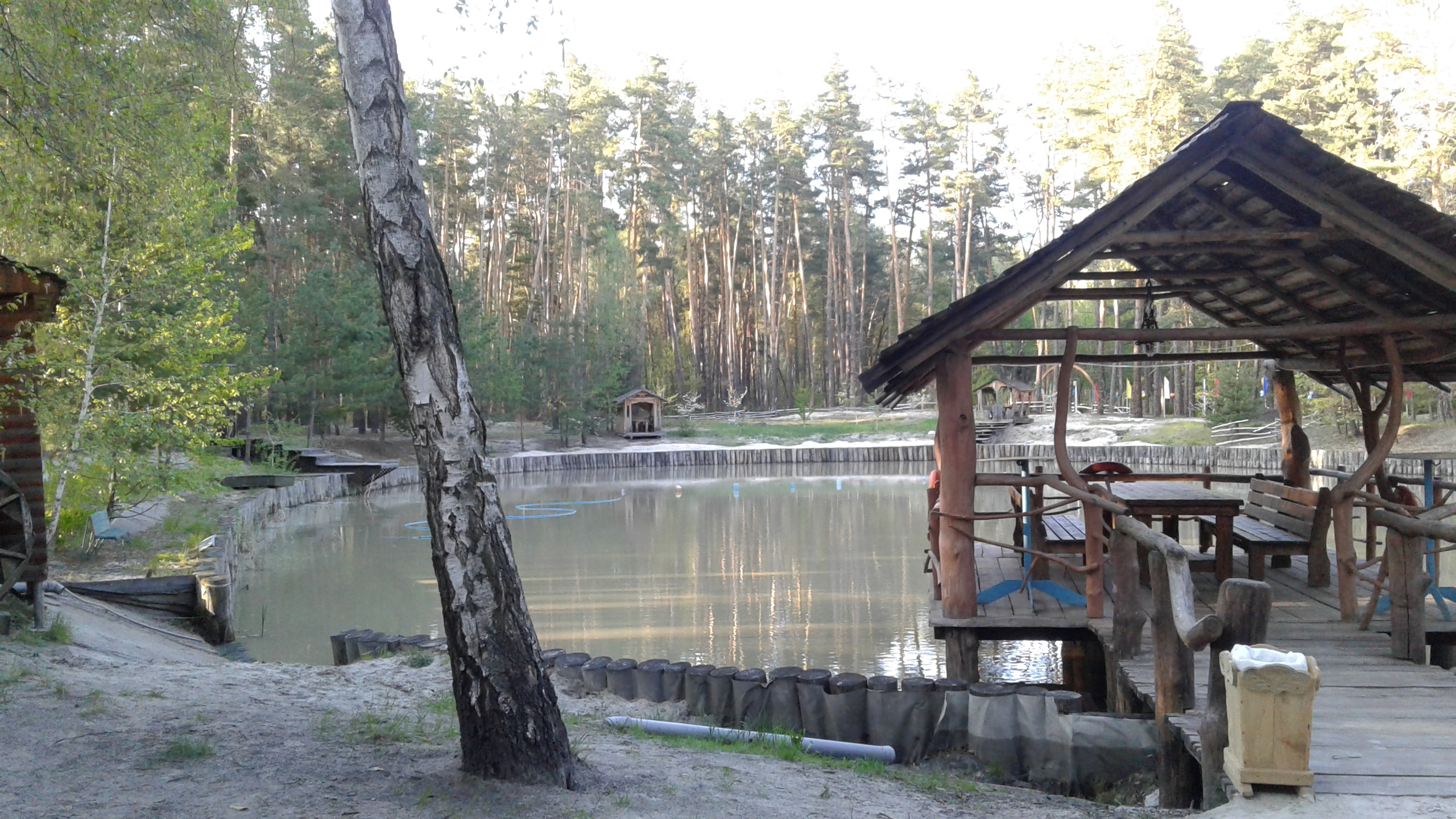
Ставок в селі Тимченки

Село Тимченки знаходиться на лівому березі річки Мжа, вище за течією на відстані 2 км розташоване село Кравцове, нижче за течією за 2 км - село Миргороди, на протилежному березі розташована велика МТФ. У селі знаходиться залізнична станція Платформа 14 км, до села примикають великі лісові масиви ліс Малий Бір і ліс Великий Бір (сосна), на березі річки кілька дитячих таборів і будинків відпочинку.

## Історія

Тимченки на мапі 1783 року

На карті Харківської губернії XIX століття  поселення відзначено як Темченковъ.
За даними на 1864 рік на власницькому хуторі Мереф'янської волості Харківського повіту мешкало 6 осіб (2 чоловічої статі та 4 — жіночої), налічувалось 1 дворове господарство.
12 червня 2020 року, відповідно до Розпорядження Кабінету Міністрів України  № 725-р «Про визначення адміністративних центрів та затвердження територій територіальних громад Харківської області», увійшло до складу Зміївської міської громади.
19 липня 2020 року, в результаті адміністративно-територіальної реформи та ліквідації Зміївського району, село увійшло до складу Чугуївського району Харківської області.

## Населення

### Мова
Розподіл населення за рідною мовою за даними перепису 2001 року:
| Мова            | Кількість | Відсоток |
| --------------- | --------- | -------- |
| українська      | 802       | 91.03%   |
| російська       | 70        | 7.95%    |
| білоруська      | 2         | 0.23%    |
| вірменська      | 1         | 0.11%    |
| інші/не вказали | 6         | 0.68%    |
| Усього          | 881       | 100%     |

## Економіка
- Молочно-товарна ферма.
- Теплиці.
- База відпочинку «Тимченки».
- Кінноспортивний клуб «Діброва».

## Об'єкти соціальної сфери
- Школа.
- Бібліотека
- Кафе
- База відпочинку